# 再爱我一次·逆爱
《再爱我一次·逆爱》（英語：Love Me Again：Inverse love）中国大陆網絡电影，洛森自编自导，主演夏至、斯依娜、黄海珊、李学坚。2013年5月20日在網絡上映

## 剧情
该片讲述处于青春期的女子“夏至”和一个风流放浪的男友“昊天”恋爱三年之后，心灵受伤，认为男人对女人好就是单纯的为了做爱，从此厌恶男人。夏至搬家住到朋友Seven家，Seven和她是同病相怜，两人陷入了“女同性恋”。

## 演出
| 演员   | 角色 | 备注 |
| 夏至   |      |      |
| 斯依娜 |      |      |
| 黄海珊 |      |      |
| 李学坚 |      |      |
| 刘雪莹 |      |      |

## 花絮
该片是中国大陆少见的“女同性恋”题材电影。